# Panic Room
Panic Room er en film fra 2002, instrueret af David Fincher. I hovedrollen som Meg Altman ses Jodie Foster. Hovedrollen var oprindeligt tiltænkt Nicole Kidman, men hun blev nødt til at springe fra efter at hun var kommet til skade under optagelserne af Moulin Rouge!.

## Handling
Filmen starter med at Meg Altman (Jodie Foster) er ude at se på hus i New York sammen med sin datter. De beslutter sig for at købe et stort hus som bl.a. har et såkaldt Panic Room. Et Panic Room er et sikkerhedsrum hvor man kan låse sig inde hvis man skulle få uønskede gæster. Samtidigt er rummet spækket med alle former for overvågningsudstyr så man kan se hvad der foregår i huset. Den første aften efter de to er flyttet ind kommer der tre tyveknægte ind i huset. Mor og datter når at gemme sig i deres Panic Room, men det tyveknægtene vil have befinder sig selvfølgelig inde i rummet. Derfor prøver de på at komme ind i rummet, mens de to inde i rummet desperat prøver at komme i kontakt med omverdenen for at tilkalde hjælp. Da det så endelig lykkedes, er det Meg Altmans eksmand der møder op. Han kan desværre ikke gøre meget og ender med at blive banket mere eller mindre til døde. 

## Medvirkende
- Jodie Foster – Meg Altman
- Kristen Stewart – Sarah Altman
- Forest Whitaker – Burnham
- Dwight Yoakam – Raoul
- Jared Leto – Junior
- Patrick Bauchau – Steven Altman
- Ann Magnuson – Lydia Lynch
- Ian Buchanan – Evan Kurlander
- Andrew Kevin Walker – Sleepy Neighbor
- Paul Schulze – Officer Keeney
- Mel Rodriguez – Officer Morales